# Park Narodowy Valkmusa
Park Narodowy Valkmusa (fiń. Valkmusan kansallispuisto, szw. Valkmusa nationalpark) – park narodowy w południowo-wschodniej Finlandii, w regionie Kymenlaakso, około 10 kilometrów na północny zachód od miasta Kotka. Został utworzony w 1996 roku. Zajmuje powierzchnię 19,5 km². Zarządcą Parku Narodowego Valkmusa, podobnie jak wszystkich pozostałych fińskich parków narodowych, jest przedsiębiorstwo Metsähallitus.

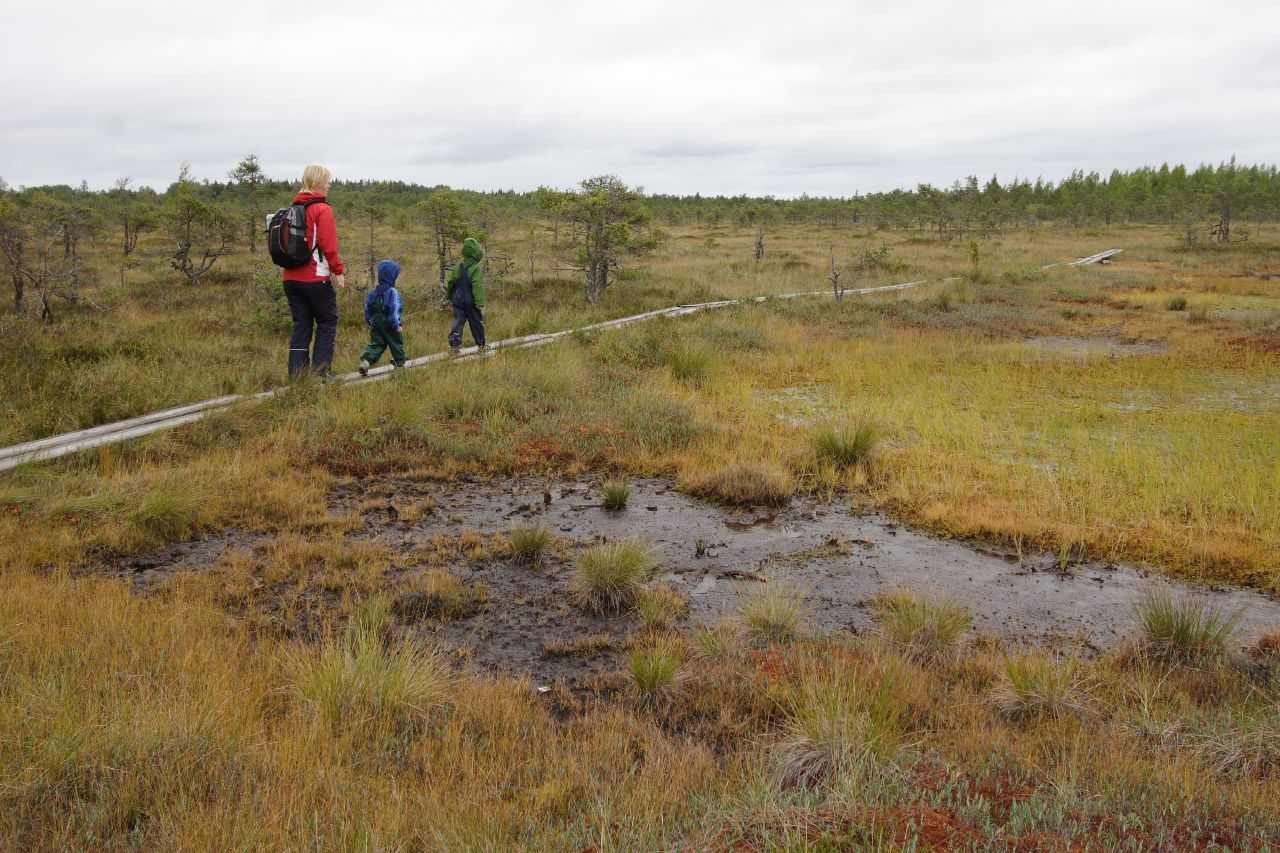
Tereny bagniste można przejść po szlakach wyłożonych deskami

Na terenie parku narodowego znajduje się ponad 30 różnych typów torfowisk, są to głównie torfowiska wysokie i aapa. Torfowiska noszą nazwy: Munasuo, Valkmusa, Kananiemensuo i Mustanjärvensuo.

## Szlaki turystyczne
Dla turystów wyznaczono dwie rozpoczynające się przy parkingach trasy spacerowe o długości 2,5 i 1,1 km. Przy dłuższym szlaku znajduje się wieża obserwacyjna, z której można oglądać rozległe torfowiska. Szlak krótszy prowadzi do drewnianej chaty wyposażonej w piec opalany drewnem, przy którym można się ogrzać w zimne dni.

## Fauna
Na terenie Parku Narodowego Valkmusa występuje wiele gatunków ptaków i motyli, niektóre są rzadko spotykane lub zagrożone wyginięciem.
W parku gniazdują takie gatunki ptaków jak krwawodziób, głowienka zwyczajna, kulik mniejszy, rybołów zwyczajny i żuraw zwyczajny. Park jest ostoją dla żurawi i gęsi w sezonie wędrówek.
Do występujących tu motyli należy zagrożona wyginięciem ćma Idaea muricata z rodziny miernikowcowatych, którą umieszczono w logo parku.